# 即刻食好西
《即刻食好西》（Delicious Woo!）是香港無綫電視製作的飲食節目，2022年10月3至10月21日逢星期一到五22:00-22:30於J2播出，由陳欣茵、陳若思、吳兆麟、陳國麟聯同大廚湛錦鈿主持。節目會用不同品牌的即食食品，煮出菜式給嘉賓試食，看看嘉賓能否分辨出即食食品，又會使用即食食品煮出複雜的菜式。

## 每集一覽
| 集數 | 播映日子 | 主題         | 嘉賓       |
| 01   | 10月3日  | 辣炒豬肉     | 林君蓮     |
| 02   | 10月4日  | 紅酒牛肉     | 崔碧珈     |
| 03   | 10月5日  | 酸菜魚       | 孟希璘     |
| 04   | 10月6日  | 冬蔭功       | —          |
| 05   | 10月7日  | 素鵝         | 連詩雅     |
| 06   | 10月10日 | 芝士漢堡扒   | 馬曉晴     |
| 07   | 10月11日 | 肉燥         | 嚴政       |
| 08   | 10月12日 | 肉骨茶       | 黃詩棋     |
| 09   | 10月13日 | 意大利粉     | 魏韵芝     |
| 10   | 10月14日 | 梅菜扣肉     | 梁雪瑤     |
| 11   | 10月17日 | 青口         | 陳芷瑩     |
| 12   | 10月18日 | 日式豚肉炒飯 | 陳樂恩     |
| 13   | 10月19日 | 沙嗲牛肉     | 蕭欣浩博士 |
| 14   | 10月20日 | 獅子頭       | 唐浩嘉     |
| 15   | 10月21日 | 印度咖喱飯   | 布樂文     |

## 外部連結
- 即刻食好西—tvb.com （页面存档备份，存于）
- 即刻食好西—myTV SUPER （页面存档备份，存于）
- 即刻食好西—TVB Anywhere （页面存档备份，存于）